# Nazionale di atletica leggera dell'Australia
La nazionale di atletica leggera dell'Australia è la rappresentativa dell'Australia nelle competizioni internazionali di atletica leggera riservate alle selezioni nazionali.

## Bilancio nelle competizioni internazionali
La nazionale australiana di atletica leggera vanta 27 partecipazioni ai Giochi olimpici estivi su 29 edizioni disputate. L'atleta australiana che ha conquistato più medaglie olimpiche è Shirley Strickland, capace di vincere 7 medaglie tra il 1948 e il 1956, di cui 3 d'oro, 1 d'argento e 3 di bronzo.
Ai Mondiali l'Australia può vantare 12 medaglie d'oro. L'atleta più medagliata ai Mondiali è l'ostacolista Sally Pearson, vincitrice nei 100 metri ostacoli di 2 ori a Taegu 2011 e Londra 2017 e di 1 argento a Mosca 2013.